# Młode wilki (album)
Młode wilki − piąty album polskiego zespołu Verba, wydany 6 kwietnia 2009 roku. Płytę promuje singel „Kocham Cię na zawsze”. Płyta odbiega nazwą od pozostałych wydawanych przez duet, gdyż do tej pory albumy nosiły nazwę dnia, w którym były wydawane. Również wejście i wyjście przemianowano na popularne intro i outro.
Nagrania dotarły do czterdziestego szóstego miejsca listy OLiS.

## Lista utworów
1. "Intro"
2. "Młode wilki 7"
3. "Jeśli kochasz"
4. "Modelka"
5. "Nie ma już tego"
6. "Obiecaj mi"
7. "To, co mogę Ci dać"
8. "Tamte dni"
9. "Przewidzieć przyszłość"
10. "Czasem miłość"
11. "Uniesienie"
12. "Trudno"
13. "Zapatrzony"
14. "Kocham Cię na zawsze"
15. "Outro"